# Lovro Bizjak
Lovro Bizjak (ur. 12 listopada 1993 w Šmartno ob Paki) – słoweński piłkarz występujący na pozycji środkowego napastnika w mołdawskim klubie Sheriff Tyraspol oraz reprezentacji Słowenii.

## Sukcesy

### Klubowe
Sheriff Tyraspol
- Mistrz Mołdawii: 2020/2021

### Indywidualne
- Król strzelców 2.SNL: 2015/2016 (14 goli)